# Масаде, Бекеме
Бекеме Масаде (англ. Bekeme Masade; род. 19 августа 1982, Лагос) — нигерийская предпринимательница, писательница и специалист по связям с общественностью. Она основатель и исполнительный директор социального предприятия «CSR-in-Action».
Масаде была удостоена награды за заслуги в области управления человеческими ресурсами и трудовых отношений (MSc) от Лондонского университета королевы Марии.

## Биография
Масаде родилась 19 августа 1982 года в Лагосе, в 2004 году закончила университет Лагоса.
Масаде со своей семьей живёт в Лагосе и управляет бизнес-ориентированной социальной платформой «CSR-in-Action», работающей в сфере корпоративной социальной ответственности, расширения прав и возможностей женщин и молодежи и устойчивого развития в Нигерии.
В период с февраля по декабрь 2005 года Масаде работала ведущей шоу и специалистом по связям с общественностью в нигерийской компании «Adroit Studios». Впоследствии она была ведущей «Musique Graffiti» на «Galaxy Television» в Лагосе. В 2006 году она начала работать помощником редактора в британской газете The Guardian. В 2007 году она получила опыт работы за рубежом как координатор проектов жилищного строительства и специалист по связям с общественностью в королевском районе Кингстон в Великобритании. Затем она работала заведующей по внедрению стандартов ISO (Совершенствование бизнес-процессов) в банке «PHB» в Нигерии.
Масаде была делегатом на таких международных форумах, как Всемирный энергетический конгресс в Монреале в 2010 году, «United Nations Global Compact Local Network Meet» в Копенгагене, «Clinton Global Initiative» и Генеральная Ассамблея ООН (2011), и выступала в качестве докладчика на 17-м саммите «The Nigeria Economic Summit Group».
Как социальный предприниматель, она была в центре деятельности различных социальных мероприятий, которые способствуют продвижению молодёжи в Нигерии. К концу 2009 года она основала две компании: «CSR-in-Action» и «RedBee Limited». RedBee Limited — объединенная компания для маркетинговых решений. «CSR-in-Action» — это зарегистрированное социальное предприятие, посвященное продвижению социальной этики, социальной ответственности и корпоративного управления в Африке, фирма также имеет первый и единственный онлайн портал для корпоративной социальной ответственности в Западной Африке. В знак признания многочисленных работ, связанных с созданием устойчивого бизнеса и корпоративной социальной ответственности, её фирма «CSR-in-Action» получила статус консультанта в Экономическом и Социальном Совете ООН (ЭКОСОС).
Её считают идейным лидером по вопросам КСО и устойчивого развития в Нигерии. В мае 2014 года «CSR-in-Action» успешно провела первый «нигерийский совет предпринимателей по устойчивому развитию» (NBCSD). На этом мероприятии собрались 33 бизнес-лидера из различных секторов экономики Нигерии.